# دلال دامنه
دلال دامنه اینترنتی (به انگلیسی: Domainer) که همچنین به عنوان دلال دامنه هم شناخته می‌شود، شخصی هست که تجارتی را با خرید و فروش دامنه با دلال‌های دیگر دامنه انجام می‌دهد. مثل دلال مِلک که با مِلک تجارت می‌کند.
تجارت دامنه اکنون تجارتی بزرگ به عنوان یکی از کاربردهای اینترنت بوده که به سرعت در حال رشد در سراسر جهان هست.
اولین دامنه .com ثبت شده symbolics.com در ۱۹۸۵ بود. در آن سال دامنه‌های خیلی کمی ثبت شد.
- دامنه symbolics.com در ۱۵ مارس ۱۹۸۵
- دامنه bbn.com در ۲۴ آوریل ۱۹۸۵
- دامنه think.com در ۲۴ می ۱۹۸۵
- دامنه mcc.com در ۱۱ ژوئیه ۱۹۸۵
- دامنه dec.com در ۳۰ سپتامبر ۱۹۸۵
- دامنه northrop.com در ۷ نوامبر ۱۹۸۵

## مرکز خرید و فروش دامنه
در تمام دنیا وب‌سایت‌های مختلفی وجود دارند که به دامینرها این اجازه را می‌دهند تا دامنه‌های خود را برای فروش، آگهی کنند. همچنین امکان خرید دامنه‌های خاص و رند نیز در این وب‌سایت‌ها وجود دارد.
از جمله وب‌سایت‌های معروف در خارج از ایران، می‌توان به GoDaddy.com اشاره کرد که یکی از بزرگترین آژانس‌های خرید و فروش دامنه در دنیا می‌باشد.